# Dendrochilum dentiferum
Dendrochilum dentiferum là một loài thực vật có hoa trong họ Lan. Loài này được J.J.Sm. mô tả khoa học đầu tiên năm 1909.